# USS N-3 (SS-55)
USS N-3 (SS-55) – amerykański okręt podwodny o wyporności podwodnej 414 ton typu N, zbudowany w Seattle Construction and Drydock według projektu stoczni Electric Boat. Wodowanie okrętu nastąpiło 21 lutego 1917 roku, po czym 26 września 1917 roku jednostka została przyjęta do służby w marynarce amerykańskiej, którą pełniła do 30 kwietnia 1926 roku.
Okręt o wyporności nawodnej 347 ton wyposażony został w 4 wyrzutnie dla 8 torped kalibru 450 mm, nie był natomiast wyposażony w działo pokładowe. Układ dwóch silników spalinowych oraz 2 silników elektrycznych, zapewniał mu prędkość maksymalną 13 węzłów na powierzchni oraz 11 węzłów w zanurzeniu.